# Syrphoctonus robustus
Syrphoctonus robustus är en stekelart som beskrevs av Davis 1895. Syrphoctonus robustus ingår i släktet Syrphoctonus och familjen brokparasitsteklar. Inga underarter finns listade i Catalogue of Life.